# Carlos Zambrano
Carlos Zambrano, född 10 juli 1989 i Callao, är en peruansk fotbollsspelare som spelar för Alianza Lima.